# ツール・ド・フランス1947
ツール・ド・フランス1947は、ツール・ド・フランスとしては34回目の大会。1947年6月25日から7月20日まで、全21ステージで行われた。第二次世界大戦後に初めて行われたツール・ド・フランスでもある。

## レース概要
第20ステージを終えて、総合首位はイタリアのピエール・ブランビラ。総合2位には同じくイタリアのアルド・ロンコーニが53秒差で続き、総合3位はフランス（西フランスチーム）のジャン・ロビックが2分58秒差、総合5位には、フランス（ナショナルチーム）のエドゥアール・ファシュレトネールが6分56秒差で続いていた。
最終・第21ステージはカーンからパリまでの257km。残りあと140km地点において、ロビックとファシュレトネールが互いに呼応してアタックをかける。すると、イタリア勢は牽制しすぎるあまり、フランス両者の動きに対する反応が遅れた。パリのゴールでは、区間優勝のブリック・ショットに対して、ロビック、ファシュレトネールは7分36秒差でそれぞれ8、9位に入ったが、ブランビラ、ロンコーニはそれぞれショットに対して20分41秒の差をつけられ、この瞬間に、ジャン・ロビックの大逆転総合優勝が決まった。
ちなみに第二次世界大戦後に開催されたツール・ド・フランス史上、最終ステージにおける総合首位逆転劇は、2018年現在、この大会及び、1968年、1989年の3回しかない。

## 総合成績
| 順位 | 選手名                           | 国籍     | 時間            |
| ---- | -------------------------------- | -------- | --------------- |
| 1    | ジャン・ロビック                 | フランス | 148時間11秒25秒 |
| 2    | エドゥアール・ファシュレトネール | フランス | +3分58秒        |
| 3    | ピエール・ブランビラ             | イタリア | +10分07秒       |
| 4    | アルド・ロンコーニ               | イタリア | +11分00秒       |
| 5    | ルネ・ヴィエト                   | フランス | +15分23秒       |
| 6    | レイモン・アンパニ               | ベルギー | +18分14秒       |
| 7    | フェルモ・カメリーニ             | イタリア | +24分08秒       |
| 8    | ジョルダーノ・コットゥール       | イタリア | +1時間06分03秒  |
| 9    | ジャンマリー・ゴアマ             | フランス | +1時間16分03秒  |
| 10   | アポ・ラザリデ                   | フランス | +1時間18分44秒  |

### マイヨ・ジョーヌ保持者
| 選手名                       | 国籍     | 首位区間          |
| ---------------------------- | -------- | ----------------- |
| フェルディナント・キュプラー | スイス   | 第1               |
| ルネ・ヴィエト               | フランス | 第2-第6           |
| アルド・ロンコーニ           | イタリア | 第7-第8、第9-第18 |
| ピエッレ・ブランビッラ       | イタリア | 第19-第20         |
| ジャン・ロビック             | イタリア | 最終              |

### 各部門賞結果
| 第34回 ツール・ド・フランス 1947 |                                           |
| 全行程                           | 21区間、 4640km                           |
| 総合優勝                         | ジャン・ロビック 148分11秒25秒            |
| 2位                              | エドゥアール・ファシュレトネール +3分58秒 |
| 3位                              | ピエッレ・ブランビッラ +10分07秒          |
| 4位                              | アルド・ロンコーニ +11分00秒              |
| 5位                              | ルネ・ヴィエト +15分23秒                  |
| 山岳賞                           | ピエール・ブランビラ 98ポイント           |
| 2位                              | アポ・ラザリデ 89ポイント                 |
| 3位                              | ジャン・ロビック 70ポイント               |